# هگادای سر پرندگان

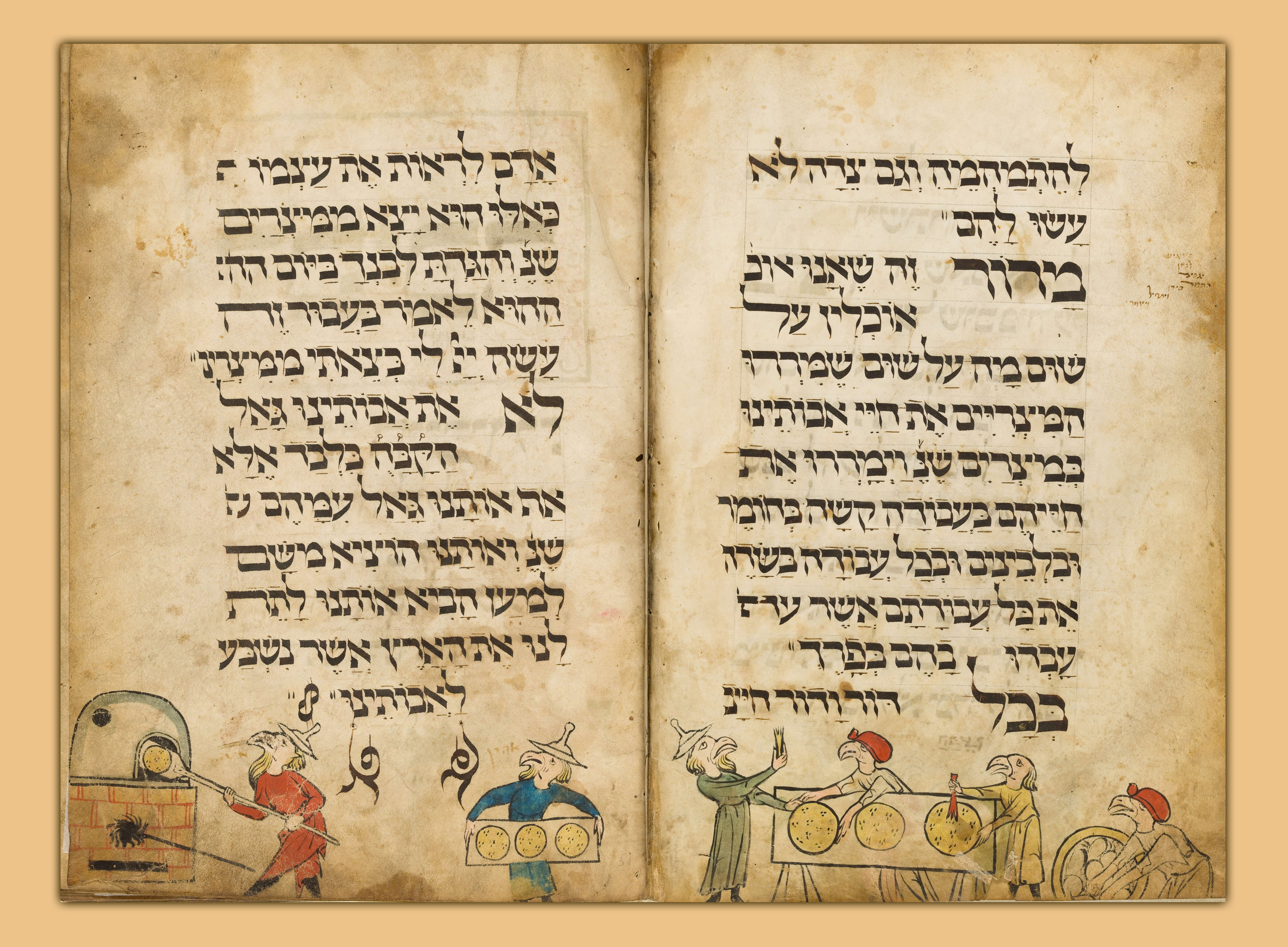
دو صفحه از نیایش هگادای سر پرندگان.

هگادای سر پرندگان (به عبری: הגדת ראשי הציפורים)، یک هگادای دست‌نویس است که در اواخر سدهٔ ۱۳ میلادی در جنوب آلمان تذهیب‌شد. نام این هگادا (نیایش عید پسح) برگرفته‌شده از تصویرهایی است که آن را زینت می‌دهد.
این هگادا، قدیمی‌ترین نیایش مکتوبی است که از یهودیان اَشکِنازی بجا مانده‌است و اکنون در مالکیت موزه اسرائیل قرار دارد.